# Tanah Datar (regentschap)
Tanah Datar (Minangkabaus: Tanah Data) is een regentschap (kabupaten) in de provincie West-Sumatra, Indonesië. Het regentschap heeft 330.000 inwoners. De hoofdstad van het regentschap is de stad Batusangkar. De stad Padang Panjang ligt ook in het regentschap maar is een autonome stad (kota otonom) met een eigen bestuur.
In het regentschap zijn verschillende plaatsen die vaak door toeristen bezocht worden. In het dorpje Pandai Sikat (Pandai Sikek) wordt nog steeds de traditionele songket, kain balapak, gemaakt. Ook het museum Pagaruyung (Istano Pagaruyuang) is een bekende toeristische plaats. Het museum (een Rumah Gadang) brandde op 27 februari 2007 volledig af en zal herbouwd moeten worden. Er zijn verschillende stenen met inscripties te vinden (bij Batusangkar). Verder kan men in Tanah Datar de overblijfselen van het Fort van der Capellen vinden.
Ook de (noordelijke) helft van het Singkarakmeer ligt in het regentschap Tanah Datar.

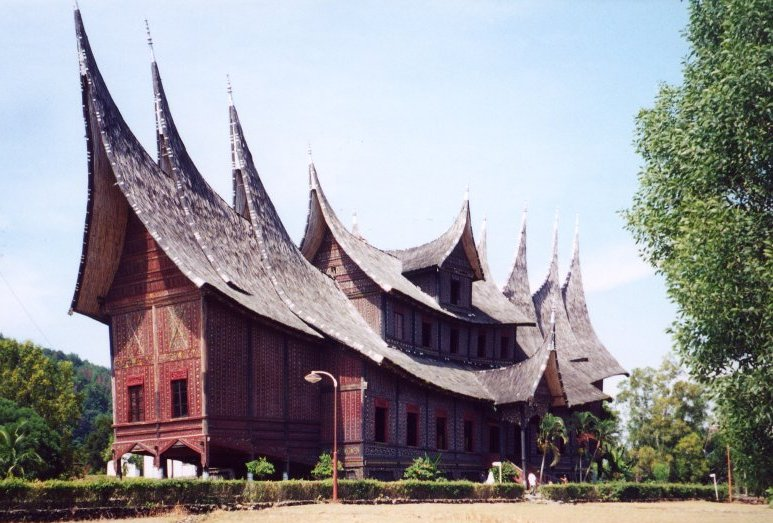
Istano Pagaruyuang, Pagaruyung Paleis bij Payakumbuh

Tanah Datar is onderverdeeld in 14 onderdistricten (kecamatan):
- Batipuh
- Batipuh Selatan
- X Koto
- V Kaum
- Lintau Buo Utara
- Lintau Buo
- Padang Ganting
- Pariangan
- Rambatan
- Salimpaung
- Sungai Tarab
- Sungayang
- Tanjung Baru
- Tanjung Emas